# M-40 (Madrid)
M-40 är en motorväg som innesluter Madrid, med en längd av 63,3 km och en medelradie av 10,07 km med avseende på Puerta del Sol. Ringleden var färdigställd den 23 december 1996, till en totalkostnad av 84.000 miljoner pesetas (motsvarande drygt 500 miljoner euro).

## Nomenklatur
Namnet M-40 kommer av att det är den teoretiskt sett fjärde ringleden runt Madrid.
Vägen utgör en del av europavägarna E5 och E90.